# 舞川れみ
舞川れみ（まいかわれみ）は、日本のタレント、アナウンサー、モデル。静岡県静岡市出身。

## 人物・来歴
- 大学在学中に社会人チアリーディングチームを設立し[1]、パフォーマンスの一環でMCを取り入れたことから、MCに興味を持ち司会業を始め、その後ナレーター、アナウンサーとして活動を広げる。[2]
- 現在では映像制作も仕事としている。[3]
- 趣味は絵を描くこと、ボードゲーム、アナログゲーム。[4]

## 主な活動

### ネット番組
- 静岡県庁公式ネット番組「ふじのくに静岡」[5]ナビゲーター
- ニコニコ生放送 KADOKAWA公式番組「ComicWalker[6]始動スペシャル 俺の仕事部屋＠アニメジャパン２０１４」 MC
- ニコニコ生放送 KADOKAWA公式番組「KADONAMA合併してみた＠ニコニコ超会議３」MC
- YouTube チャンネルくらら 「舞川れみのニュース最前線」[7]MC
- ニコニコ生放送 comicoアニメ制作発表会　ステージMC[8]
- ニコニコ生放送 KADOKAWA公式番組「KADOKAWA工場見学ツアー」メインMC[9]

### テレビ
- テレビ静岡「からくり侍 セッシャー1」番宣ドラマ 彼女役
- 静岡朝日テレビ「とびっきり!しずおか」 リポーター
- テレビ静岡「ウレセン」 モデル
- 静岡朝日テレビ「コピンクス!」 リポーター
- 静岡朝日テレビ「たまごちゃん」リポーター
- テレビ静岡「チョッと!いいタイム」 リポーター
- 多摩ケーブル「てんこもり情報局！西多摩マルかじり」キャスター[10]

### ラジオ
- ラジオ日経「World News File」[11]アシスタント（2014年）
- FM軽井沢「KARUIZAWA RADIO GAGA」アシスタント （2014年）

### イベント
- 静岡県ご当地ヒーロー「茶神888」ヒーローショー MC
- 写真×映像展「ナツ恋 -Natsukoi-」モデル[12]（2014年8月）
- トークライブ「古谷経衡著『もう、無韓心でいい』出版記念トークイベント（Ver2.0）」[13]
- トークライブ「古谷経衡著『欲望のすすめ』ーデフレ脱却以降の日本文化と社会を考えるー」[14]

### イメージガール
- 春華堂うなぎパイ50周年記念キャラバンユニット「UNG8!」[15]

### モデル
- 舞川れみ デジタル個人写真集（2014年8月）